# غلوريا ويلن
غلوريا ويلن (بالإنجليزية: Gloria Whelan)‏‏ (23 نوفمبر 1923 في ديترويت - ) كاتِبة، وكاتبة للأطفال، وروائية من الولايات المتحدة.